# Naamsestraat
De Naamsestraat is een straat in de Belgische stad Leuven die het stadscentrum en de Grote Markt verbindt met de Naamsepoort op de stadsring in het zuiden van de stad.
De circa 1 kilometer lange straat stijgt eerst tot het Hogenheuvelcollege en het Van Dalecollege en daalt dan terug tot de stadsring. De straat telt een groot aantal colleges van of verbonden met de Katholieke Universiteit Leuven. De straat begint onmiddellijk ten westen van het Stadhuis van Leuven, tegenover de zuidelijke ingang van de collegiale Sint-Pieterskerk. Twee blokken verder bevindt zich de Lakenhal met hierlangs straatjes die de verbinding maken met de vlakbijgelegen Oude Markt. Voorbij het Sint-Annacollege en het Heilige Geestcollege, bijna aan het hoogste punt van de straat bevindt zich de barokke Sint-Michielskerk, gevolgd door Koningscollege, College van Premonstreit, Atrechtcollege en Hogenheuvelcollege. Aan de overkant van de straat bevindt zich hier het Van Dalecollege. Verder de stad uit volgen het kunstencentrum STUK in het voormalig Arenberginstituut, het vroegere Vigliuscollege, het Amerikaans College, het Heilig Hartziekenhuis, de Kapel van Jezus in 't Steentje en de Sint-Kwintenskerk.
Aan de overzijde van de Naamsepoort loopt de Naamsestraat over in de Naamsesteenweg. Het traject dat nu gevormd wordt door de N251, het gedeelte van de N25 tussen Blanden en Hamme-Mille en de N91 is het historisch traject van de Naamsesteenweg die Leuven met Namen verbond.
De Naamsestraat is een van de oudste straten van Leuven. Ze is een van de radiaal-concentrische straten die het stadscentrum verbinden met de stadspoorten en de invalswegen naar de stad, de latere steenwegen. Het gedeelte tot de heuveltop, waar zich in de middeleeuwen de Sint-Kwintensbinnenpoort bevond en waar ook de Parkstraat zich afsplitst richting Abdij van Park. staat in de 13e eeuw beschreven als Prepositistrata, Proefstraat of ook Prooststraat. Het tweede terug dalende deel was de Sint-Kwintensstraat. In de 17e eeuw werd dit deel aangeduid als de Heverschestraat, om aan te geven dat hiermee de verbinding naar Heverlee werd gemaakt.
Van de Grote Markt tot de Lakenhal is de Naamsestraat tegenwoordig een verkeersvrij voetgangersgebied, met uitzondering van een beperkt aantal van roetfilters voorziene lijnbussen van de De Lijn, meer specifiek de bussen die de stadslijnen 1 en 2 verzorgen. Van Lakenhal tot Sint-Michielskerk is er een autoluwe zone waar naast de lijnbussen ook plaatselijk verkeer is toegelaten in de richting weg van het stadscentrum. Het resterend deel van de Naamsestraat is toegankelijk voor alle verkeer. Net als de rest van de Leuvense binnenstad is de volledige straat gelegen in een zone 30.

## Bekende bewoners
In de Naamsestraat woonden onder meer:
- Gaston Eyskens[2]
- Mark Eyskens

## Afbeeldingen

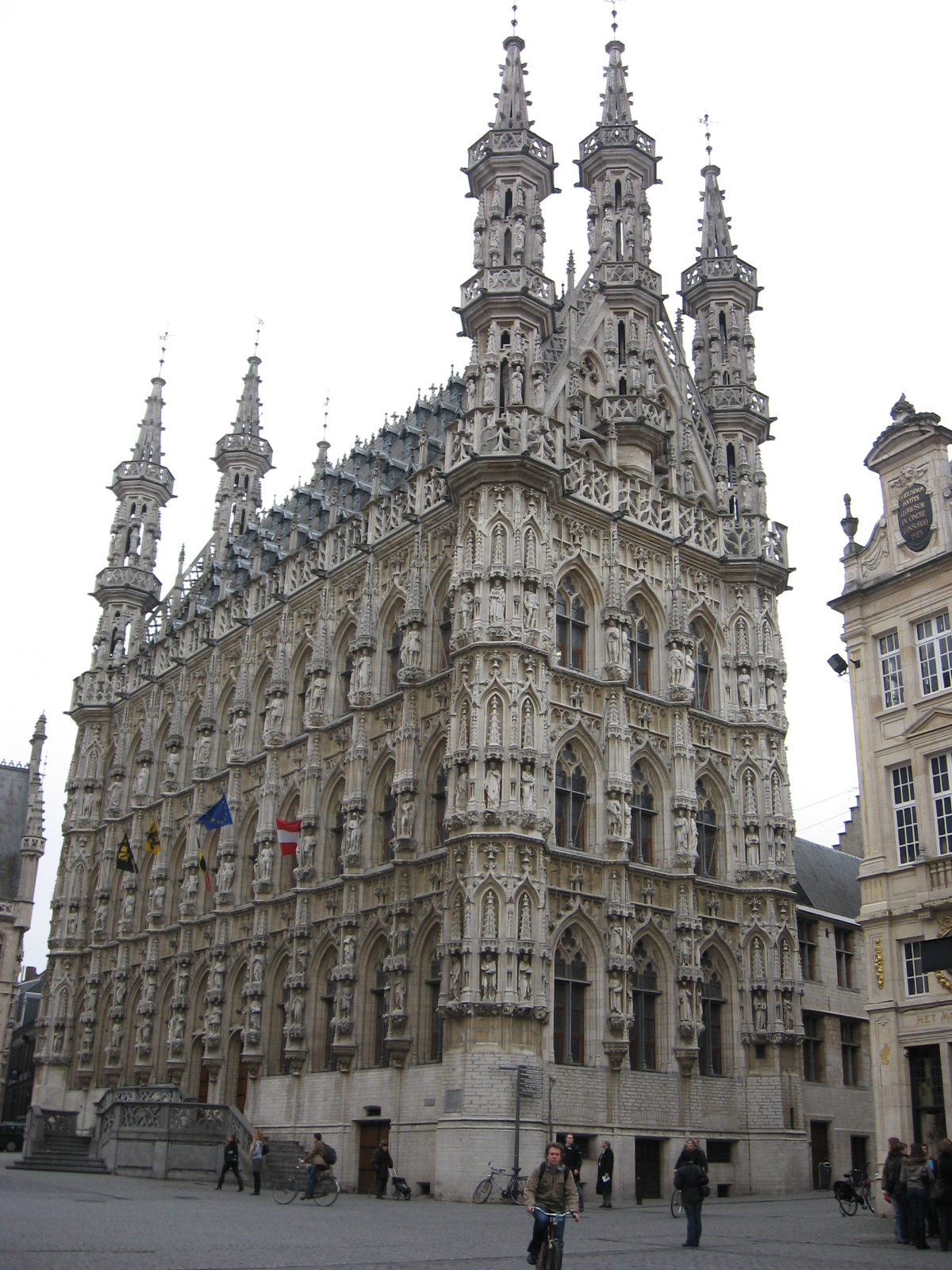
Begin Naamsestraat onmiddellijk rechts op de foto van het Stadhuis
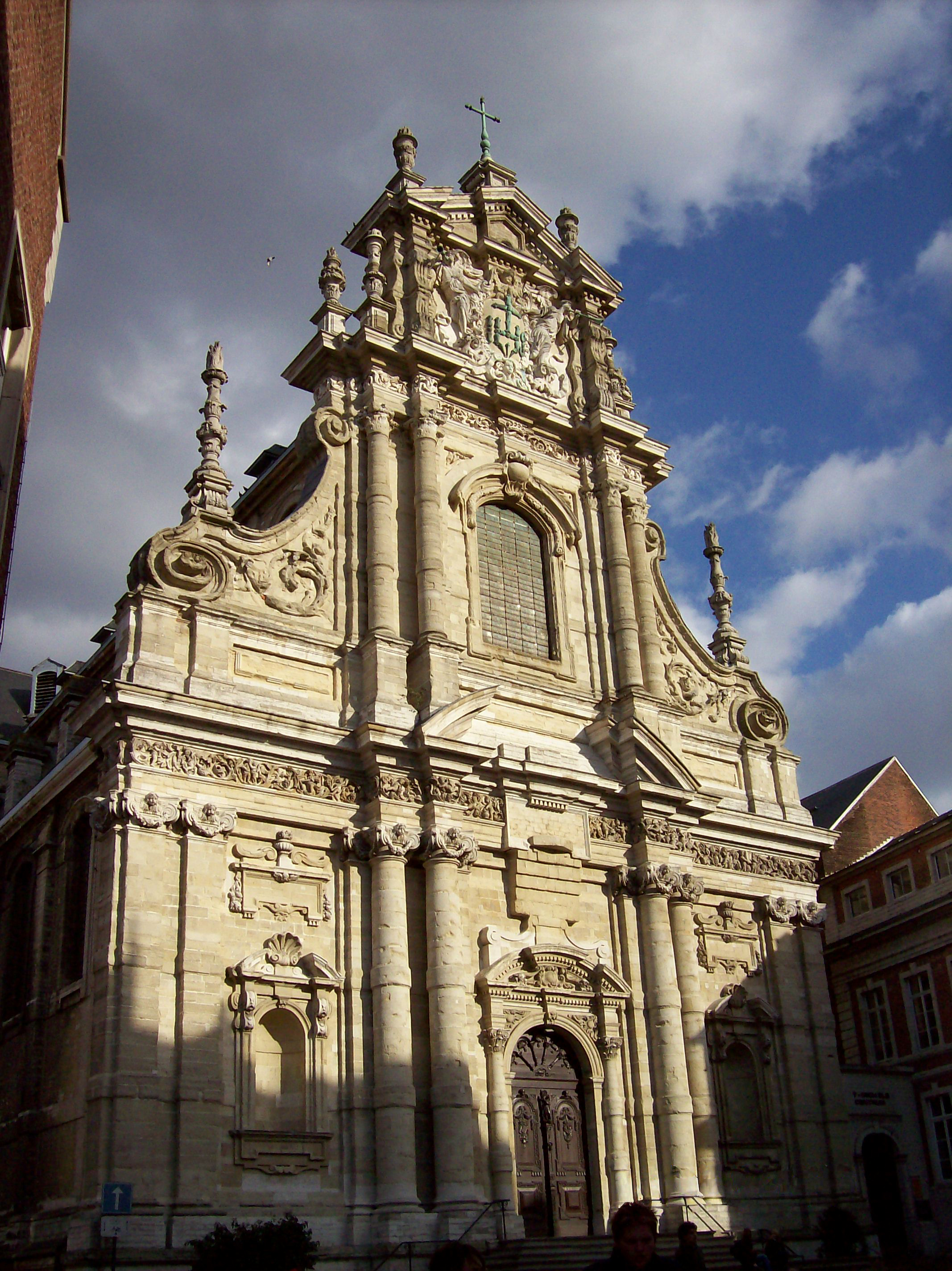
Naamsestraat aan Sint-Michielskerk